# Krótki dzień pracy
Krótki dzień pracy (polonès: Curt dia de feina) és una pel·lícula polonesa dirigida per Krzysztof Kieślowski. Escrita per Kieślowski i Hanna Krall, la pel·lícula tracta sobre les protestes dels treballadors al juny de 1976 a Radom, vistes des de la perspectiva del secretari local del Partit Obrer Unificat Polonès. La pel·lícula es basa en fets reals, però els personatges són ficticis. Es va rodar l'any 1981, però no es va estrenar oficialment fins al novembre de 1995 al Festival Internacional de Cinema de Tessalònica. Durant els anys intermedis, però, es va mostrar moltes vegades als cineclubs i en projeccions especials.

## Argument
L'any 1968, un jove es dirigeix a una reunió de manifestants condemnant els bàndols que estan agitant els estudiants. Vuit anys més tard, a Radom, Polònia durant les protestes del juny de 1976, el jove és ara el primer secretari local del Partit Comunista (Wenceslaus Ulewicz). S'enfronta a una multitud de vaguistes que protesten per un augment del 69 per cent dels preus dels aliments per part del govern central. Les manifestacions a les ciutats industrials de Radom i Plock van provocar ràpidament la pallissa i l'acomiadament de milers de treballadors. El secretari del partit intenta apaivagar la multitud de treballadors que s'amuntega sota la seva finestra. Malgrat l'amenaça creixent, decideix quedar-s'hi a l'oficina del partit en lloc de fer la fugida precipitada recomanada.
Mentre que els manifestants es tornen cada cop més hostils en les seves crides per a la derogació dels augments de preus, el secretari del partit es manté exteriorment fort en els seus discursos. Amb el megàfon a la mà, creu que pot parlar i raonar amb els manifestants. Quan està sol, però, sembla perdut en els seus pensaments i pors privades. A mesura que passa el matí, el secretari es torna cada vegada més vulnerable perquè el govern central es nega a cedir a les demandes dels manifestants. A la tarda, el secretari del partit finalment cedeix a les ordres del cap de policia que abandoni el seu despatx. Quan el secretari surt de l'edifici, els manifestants van calar foc als seus mobles d'oficina.
Cinc anys després, el mateix secretari està a la televisió explicant les seves accions durant les protestes del juny de 1976.

## Repartiment
- Wacław Ulewicz com a secretari provincial del Partit Comunista a Radom
- Lech Grzmociński com a comandant de la policia
- Tadeusz Bartosik com a activista que intenta negociar amb la gent del partit
- Elżbieta Kijowska
- Mirosław Siedler com a activista del Comitè de Defensa dels Treballadors que intenta ajudar les famílies dels detinguts
- Zbigniew Bielski com a davanter, aleshores activista de Solidarność
- Paul Nowisz com a conductor de cotxe oficial de la secretaria
- Wojciech Pilarski com a jutge
- Mark Kepinski com a secretari de l'oficina del partit a Radom